# Oh, mia bella matrigna
Pour plus de détails, voir Fiche technique et Distribution.
Oh, mia bella matrigna est un film policier érotique italien réalisé par Guido Leoni et sorti en 1976.

## Synopsis
Veuf, le professeur d'université Luigi tombe amoureux de la jeune étudiante Lalla, avec laquelle il se marie. Mais entre-temps, en raison des absences de Luigi, un sentiment se développe entre son fils Claudio et Lalla. Bientôt, les deux se retrouvent au lit et décident ensemble de se débarrasser physiquement de Luigi.

## Fiche technique
- Titre original : Oh, mia bella matrigna[1] (litt. « Oh, ma belle marâtre »)
- Réalisateur : Guido Leoni
- Scénario : Luigi Angelo, Sandro Leoni, Guido Leoni
- Photographie : Romolo Garroni
- Montage : Angelo Curi
- Musique : Renato Serio (Le titre Remembering est chanté par Carol Hill)
- Décors : Giacomo Calò Carducci
- Production : Danilo Marciani, Arcangelo Picchi
- Sociétés de production : ATA Cinetv Productions, Artisti Tecnici Associati S.r.l.
- Pays de production :  Italie
- Langue de tournage : italien
- Format : Couleur - 1,66:1 - Son mono - 35 mm
- Durée : 94 minutes (1h34)
- Genre : film policier érotique
- Dates de sortie :
  - Italie : 6 avril 1976

## Distribution
- Sabina Ciuffini (it) : Lalla
- Gianfranco De Angelis (it) : Claudio
- Gloria Piedimonte : Elvira
- Maurice Ronet : Luigi
- Crippy Yocard : Cochi